# Convento de Santo Antônio (Rio de Janeiro)
O Convento de Santo Antônio é um convento católico pertencente à Província Franciscana da Imaculada Conceição do Brasil localizado no alto do Morro de Santo Antônio e voltado para o Largo da Carioca, no Centro da cidade do Rio de Janeiro, no Brasil. O convento forma, junto com a vizinha Igreja da Ordem Terceira de São Francisco da Penitência, um dos mais antigos e importantes conjuntos coloniais remanescentes da cidade.

## Origens
A história do Convento de Santo Antônio começa em 1592, quando chegaram os primeiros frades franciscanos ao Rio de Janeiro, que se instalaram provisoriamente junto à Praia de Santa Luzia. Pouco tempo depois, os franciscanos ergueram uma pequena ermida no alto de uma colina localizada em uma área um pouco mais distante do litoral. Em 1607, foi-lhes concedida a posse definitiva da colina, atualmente conhecida como Morro de Santo Antônio, no qual começaram a construir o convento em 4 de junho de 1608. O autor do primeiro projeto foi o frei Francisco dos Santos, mas vários outros religiosos-arquitetos franciscanos interferiram na obra. A primeira missa foi rezada em 7 de fevereiro de 1615 com a igreja do convento ainda em obras, e somente em 1620 foi terminado o conjunto. Entre 1748 e 1780, o convento passou por sua primeira ampliação, ganhando um segundo andar, onde se instalariam mais frades da ordem.
Ao sopé da colina havia um alagadiço, posteriormente batizado de Lagoa de Santo Antônio, que foi drenada e aterrada a partir 1679, por iniciativa dos próprios franciscanos que sofriam com o mau cheiro e a proliferação de mosquitos. O caminho da vala aberta para o escoamento das águas acabaria por se tornar a Rua da Vala, atual Rua Uruguaiana. A Lagoa de Santo Antônio ocupava a área do atual Largo da Carioca.

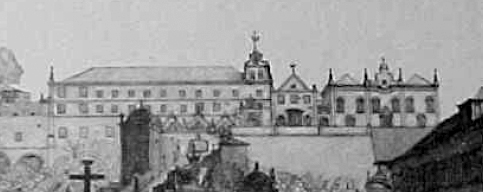
Detalhe de um desenho de Debret mostrando o Convento de Santo Antônio em 1822. A igreja do convento ainda tinha o frontão triangular, o que foi restaurado.

### Igreja

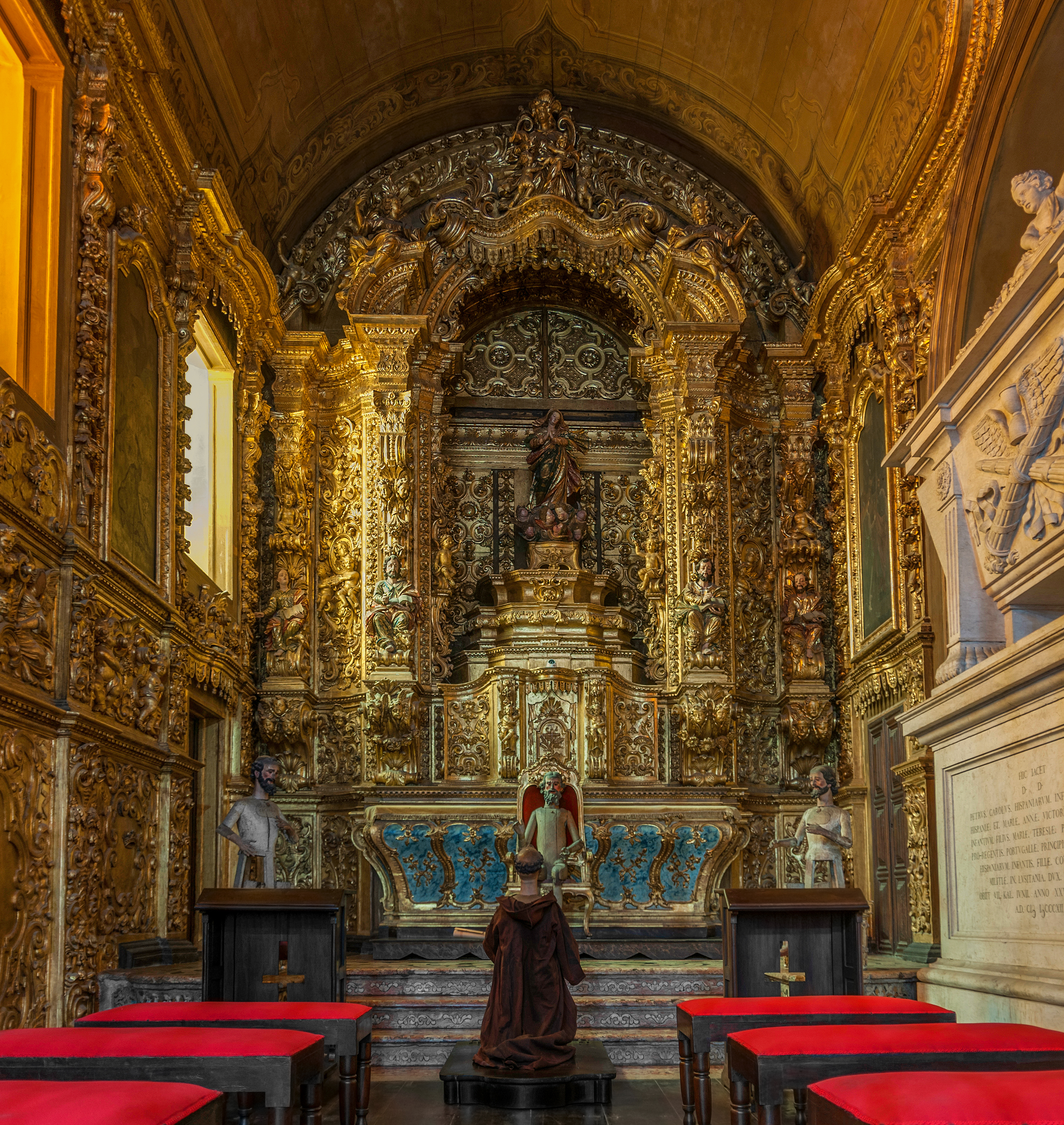
Altar lateral direito e sepultura de Dom Pedro Carlos.

Entre 1697 e 1701, a fachada da igreja do convento foi ampliada, contando agora com uma galilé com três arcos de entrada. Na segunda metade do século XVIII os arcos foram substituídos por portais barrocos esculpidos em pedra de lioz. Os portais são encimados por três janelas, por sua vez encimadas por um frontão com recortes contra-curvados. Esse frontão de estilo neocolonial foi introduzido durante uma reforma realizada na década de 1920, e recentemente foi desfeito para a recuperação do frontão triangular original, de feição maneirista – como aliás eram os frontões dos templos mais antigos da cidade, como os das igrejas de Santo Inácio (demolida) e do Mosteiro de São Bento. Em 1649, foi concluído o muro que cercava o convento.
O interior da igreja é bastante simples e tradicional, de forma retangular e com uma só nave. A capela principal e os altares laterais têm talha dourada do período entre 1716 e 1719, de feição barroca tardia, mais típica do século XVII que do século XVIII. O altar principal, com uma imagem de Santo Antônio, tem as típicas colunas retorcidas (salomônicas) e arcos concêntricos de carregada decoração. As paredes e o teto da capela são totalmente cobertos de talha e possuem painéis pintados que contam a vida de Santo Antônio, formando um belo conjunto. Do lado direito da igreja está a capela da Ordem Terceira de São Francisco, com talha mais tardia. No subcoro, junto à entrada da igreja, há uma série de curiosos bustos dos Dezoito Mártires do Japão, em memória dos frades franciscanos martirizados no século XVII naquele país.
Há, também, duas imagens de terracota do século XVII que representam o nascimento e a morte de São Francisco de Assis. O órgão foi construído no século XX por Carlos Moehrle e Guilherme Berner.

### O Convento
O convento foi muito alterado e ampliado ao longo do tempo, sendo essencialmente um edifício da segunda metade do século XVIII, embora a maior parte das modificações tenha sido realizada no século XX. A extensa fachada virada para o Largo da Carioca tem várias janelas de forma quase quadrada, muito espaçadas, que indicam a antiguidade do edifício. Um enorme cunhal de cantaria, na esquina do convento, é encimado por um grande pináculo. No interior há um claustro, de planta quadrada, ainda utilizado pelos frades do convento.

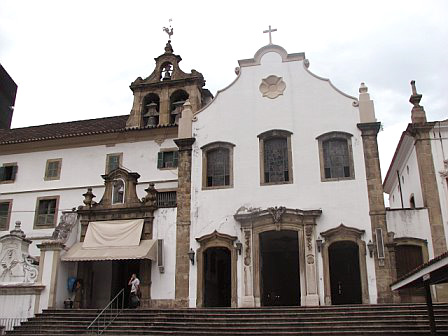
Fachada do convento e igreja de Santo Antônio.

Na portaria, construída entre 1779 e 1781, há um nicho com uma estátua de Santo Antônio. Sobre a portaria, ao lado da entrada da igreja, há um campanário de cantaria com três sinos. O convento não tem nenhuma torre sineira.
O mais notável do convento é a sacristia setecentista, construída por volta de 1714 e considerada a mais bela do Rio de Janeiro. Pouco se sabe sobre os autores das obras da sacristia, decorada com armários entalhados, azulejos portugueses, teto com molduras barrocas e pinturas sobre Santo Antônio, piso com mosaicos de mármore português e um magnífico arcaz de madeira de jacarandá, entalhado e assinado pelo português Manuel Alves Setúbal em 1745. Perto da sacristia, se encontra outra magnífica peça: um lavabo português esculpido em mármore de Estremoz. Esta sala atualmente guarda uma mesa de jacarandá de estilo manuelino que pertenceu ao frei Francisco de Santa Teresa de Jesus Sampaio, um dos próceres da Independência do Brasil. Sobre esta mesa foi redigida a declaração lida pelo príncipe regente Dom Pedro em que este jurou permanecer no Brasil após ser convocado a retornar a Portugal, em 9 de janeiro de 1822.

## Catacumbas e Mausoléu

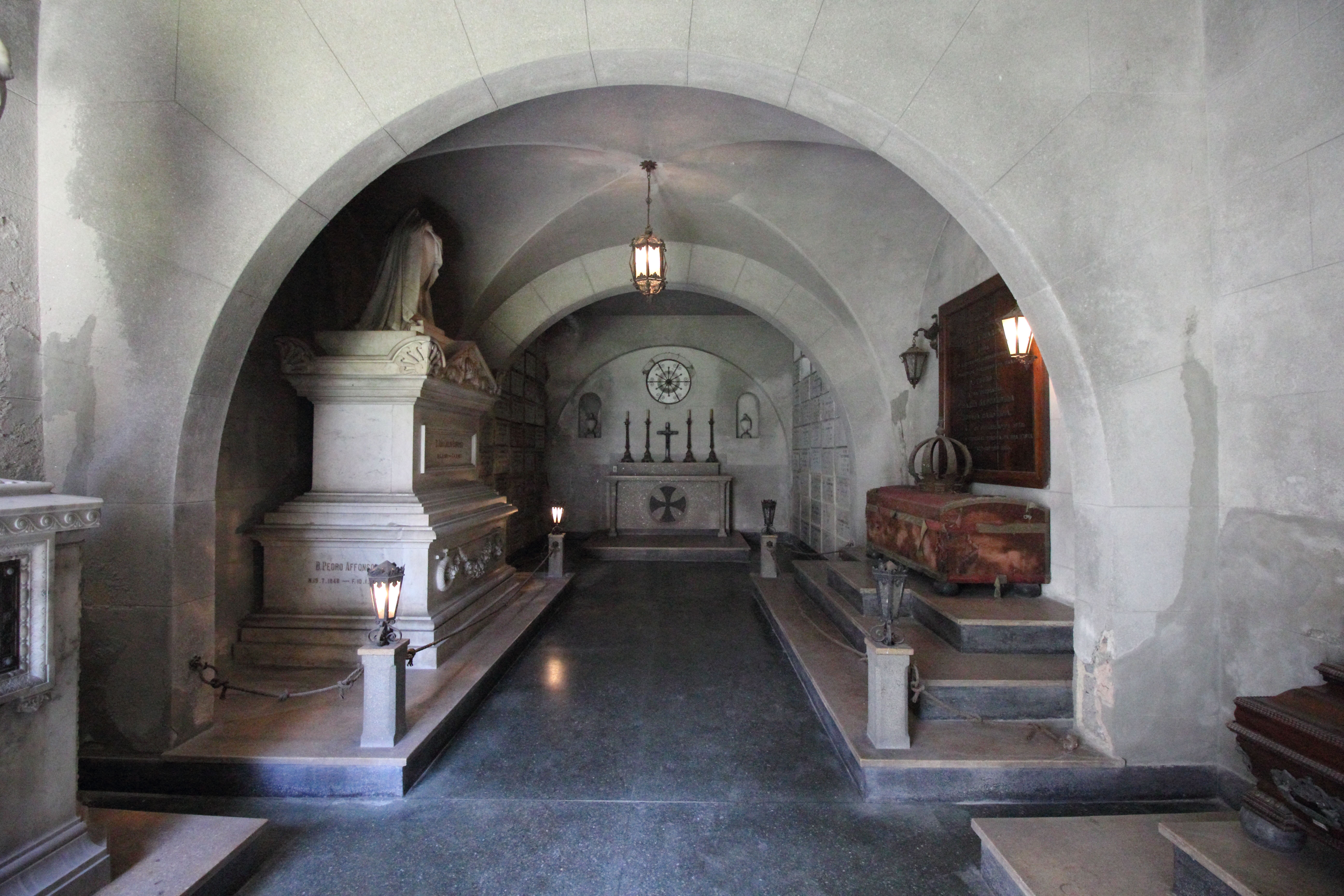
Vista do Mausoléu.

No claustro do Convento estão sepultados, dentre outros, os religiosos Frei Fabiano de Cristo (1676-1747), Frei Francisco de Mont'Alverne (1784-1858), Frei Francisco de Santa Teresa Jesus Sampaio (1778-1830) e Frei Conceição Veloso (1742-1811), além de inúmeros irmãos que lá habitaram. Na igreja se encontram Luís Vaía Monteiro (1660-1732), Sousa Caldas (1762-1814), Grandjean de Montigny (1776-1850), António de Araújo e Azevedo, 1.º Conde da Barca (1754-1817) e também Rodrigo de Sousa Coutinho, 1.º Conde de Linhares (1755-1812). Também foi sepultado com os demais confrades, Frei José Clemente Müller, de Ituporanga–SC (1952 - 2024).
As catacumbas se localizam em um pátio nos fundos da construção, junto ao mausoléu onde estão depositados os restos mortais de alguns membros da Família Imperial Brasileira: o Infante D. Miguel de Portugal (1820-1820); D. João Carlos, Príncipe da Beira (1821-1822); as princesas D. Paula Mariana (1823-1833) e D. Maria Amélia (1831-1853), filhos e filhas do Imperador D. Pedro I com a Imperatriz D. Leopoldina e a Imperatriz D. Amélia. Respectivamente; os príncipes imperiais D. Afonso (1848-1850) e D. Pedro Afonso (1845-1847), filhos do Imperador D. Pedro II e da Imperatriz Teresa Cristina e também da Princesa do Grão-Pará D. Luísa Vitória (1874-1874), filha natimorta da Princesa Isabel e do Príncipe Gastão d'Orléans, Conde d'Eu. Hávia ainda a Imperatriz D. Leopoldina (1797-1826) que foi transladada para a Cripta no Monumento a Independencia junto a seu marido D. Pedro I e sua segunda esposa D. Amélia. Ainda junto ao altar direito da Igreja o túmulo do Infante D. Pedro Carlos (1786-1812), primeiro marido da Infanta D. Maria Teresa de Portugal, sobrinho do Rei D. João VI de Portugal, e infante de Espanha e Portugal.

## Personalidades

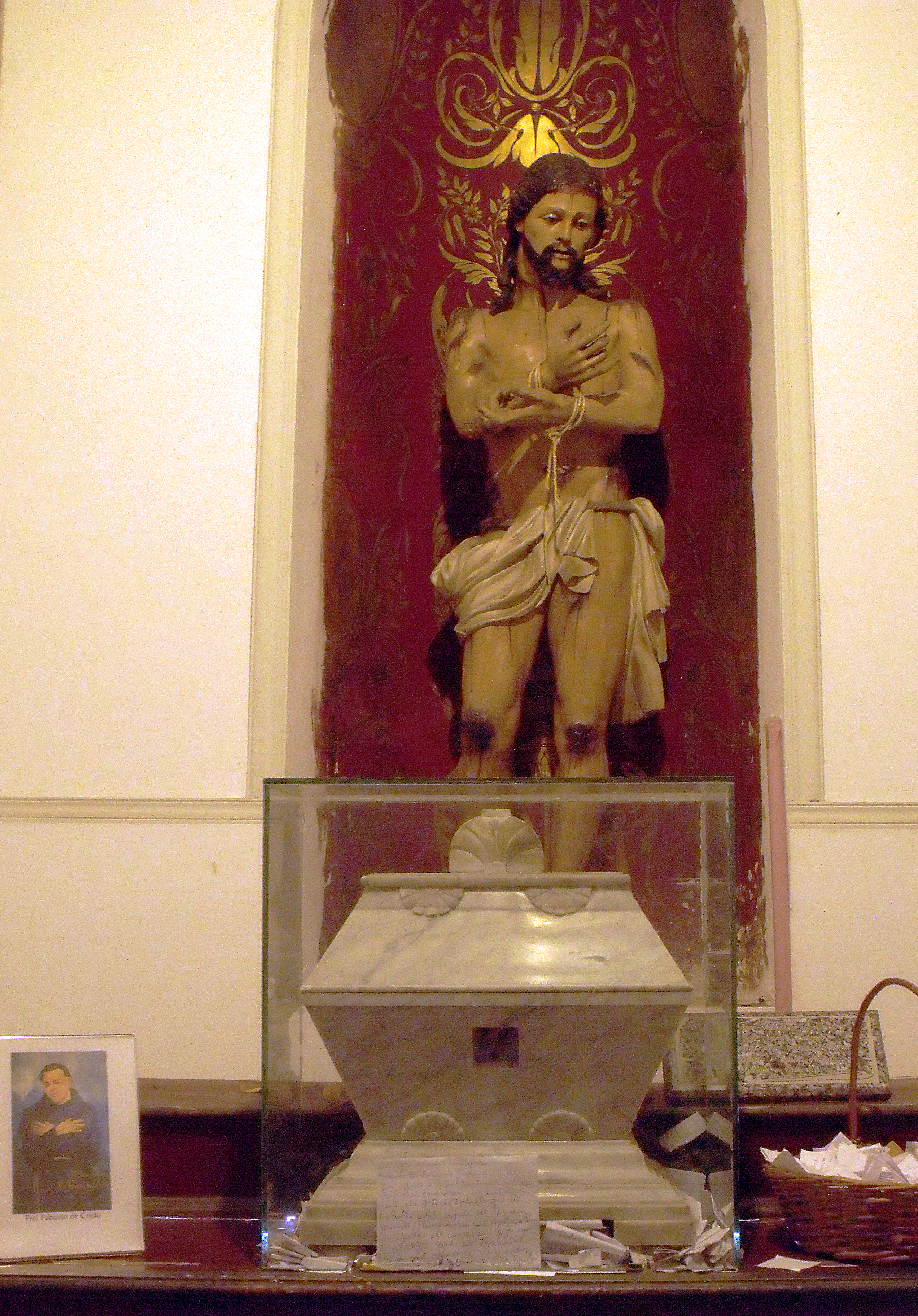
Memorial com a urna contendo a ossada de Frei Fabiano de Cristo

Um dos mais famosos religiosos franciscanos relacionados ao Convento de Santo Antônio é frei Vicente do Salvador (1564-1639), cofundador do convento. Nascido na Bahia, foi autor de um dos primeiros livros sobre a história da colônia (História do Brasil, 1627), em que narra os fatos desde o Descobrimento do Brasil até o início do século XVII.
Outro importante religioso foi Frei Francisco de Santa Teresa Jesus Sampaio, amigo de dom Pedro I e um dos conspiradores que convenceu o príncipe a declarar a Independência do Brasil. Na cela de frei Sampaio, se realizaram muitas reuniões secretas dos partidários da independência, e o próprio religioso foi o redator da carta que foi entregue ao futuro imperador e que levou ao famoso Dia do Fico. Frei Sampaio também redigiu no convento alguns dos primeiros artigos da Primeira Constituição Brasileira, datada de 1824.
Frei Fabiano de Cristo foi porteiro e enfermeiro do Convento, de 1705 a 1747, quando faleceu. Seus ossos se encontram até hoje em um cofre exposto à visitação pública num dos corredores do local.
Também encontra-se no Convento, um Mausoléu Imperial que data de 1937 e à sua inauguração compareceu em caráter oficial a primeira-dama Darci Vargas. A primeira imperatriz do Brasil, Dona Leopoldina, falecida em 1826, foi sepultada no Convento da Ajuda, na atual Cinelândia. Quando o convento foi demolido, em 1911, os restos da imperatriz foram trazidos ao Mausoléu. Em 1954, os restos de dona Leopoldina foram transferidos definitivamente para o Monumento à Independência, próximo ao Museu do Ipiranga, em São Paulo.

## Santo Antônio, militar
A imagem de Santo Antônio da portaria do convento, aí colocada em 1781, tem um história muito atribulada. Em 1710, quando da invasão francesa do Rio de Janeiro por corsários sob o comando de Jean-François Duclerc, o governador Francisco de Castro Morais pediu proteção ao santo. Uma vez vencidos os franceses, o governador nomeou a estátua de Santo Antônio como capitão de infantaria, com direito a soldo, pago ao convento.
A história impressionou o príncipe-regente dom João, que promoveu a imagem do santo a sargento-mor em 1810 e a tenente-coronel em 1813. O soberano também lhe ofereceu um belo bastão de comando, cravejado de pedras preciosas. O soldo do santo só deixou de ser pago ao convento em 1911.